# Ruta Provincial 18 (Santa Cruz)
La Ruta Provincial 18, ex Ruta Nacional 276 es una carretera de la Patagonia argentina, en la provincia de Santa Cruz. Su recorrido total es de 88 km completamente de tierra mejorada. Tiene como extremo sur a la ciudad de Las Heras y al norte el límite interprovincial Santa Cruz-Chubut. Esta ruta recorre un sector de la ex traza de la Ruta Nacional 26.
El 3 de septiembre de 1935 la flamante Dirección Nacional de Vialidad presentó su primer esquema de numeración de rutas nacionales. En este plan la Ruta Nacional 276 se extendía por toda la calzada de la RP 18 hasta el límite interprovincial.